# Nichita Moțpan
Nichita Moțpan (Bălți, 17 de julio de 2001) es un futbolista moldavo que juega en la demarcación de centrocampista para el F. C. Fakel Vorónezh de la Liga Nacional de Fútbol de Rusia.

## Selección nacional
Tras jugar con la selección de fútbol sub-17 de Moldavia y la sub-21, finalmente hizo su debut con la selección absoluta el 10 de junio de 2022 en un encuentro de la Liga de Naciones de la UEFA 2022-23 contra Letonia, partido que finalizó con un resultado de 2-4 a favor del combinado letón tras dos dobletes de Vladislavs Gutkovskis y Jānis Ikaunieks respectivamente para Letonia, y de Ion Nicolăescu y el propio Moțpan para Moldavia.
| # | Fecha                   | Estadio                            | Oponente   | Gol | Resultado | Competición                         |
| - | ----------------------- | ---------------------------------- | ---------- | --- | --------- | ----------------------------------- |
| 1 | 10 de junio de 2022     | Estadio Zimbru, Chisináu, Moldavia | Letonia    | 2–3 | 2-4       | Liga de Naciones de la UEFA 2022-23 |
| 2 | 16 de noviembre de 2022 | Estadio Zimbru, Chisináu, Moldavia | Azerbaiyán | 1–2 | 1-2       | Amistoso                            |
| 3 | 8 de junio de 2024      | Estadio Zimbru, Chisináu, Moldavia | Chipre     | 1–0 | 3-2       | Amistoso                            |

## Clubes
| Club                        | País     | Año       | Partidos | Goles |
| --------------------------- | -------- | --------- | -------- | ----- |
| F. C. Bălți                 | Moldavia | 2021-2022 | 24       | 7     |
| Hapoel Haifa F. C. (cedido) | Israel   | 2022      | 8        | 0     |
| F. C. Bălți                 | Moldavia | 2023      | 14       | 2     |
| F. C. Fakel Vorónezh        | Rusia    | 2023-     | 61       | 1     |